# DMJ
D.M.J. (аббревиатура от Ди-Меркурий-Джей) — советская и российская рэп-группа из Москвы, образованная осенью 1989 года из участников брейк-данс-коллектива «Меркурий». Является одной из первых рэп-групп в СССР.
В 1993 году группа выпустила дебютный и единственный альбом «Этот мир — мой!», записанный на студии Gala Records. Самыми известными песнями группы считаются «Последнее слово» (1993) и «Ты виноват» (1994).

## История

### Меркурий (1986—1991)
В 1985 году, когда в СССР пришла первая волна брейк-данса, Игорь Захаров познакомился в московском ДК «Коммуна» с сыном известного советского саксофониста Алексея Козлова, Сергеем Козловым, а также с Олегом Смолиным, которые на тот момент уже умели танцевать брейк-данс. Обучившись новому танцу, Захаров объединился со Смолиным и создал в 1986 году брейк-данс-дуэт «Меркурий», представляющий стиль «электрик-буги» («робот»). Такое название коллектива, обозначающее ртуть, придумал Смолин, который работал ювелиром. По словам Захарова, они учились копировать технику по видеозаписям, фильмам и видеоклипам, таким образом рождалось что-то своё. В таком составе они выступили на первом всесоюзном брейк-данс-фестивале «Modern Tants» в городе Винни, Эстонская ССР, 26 апреля 1986 года. А затем и на втором — Pärnu Prääk '86 (Пярну, Эстония, 10-11 мая). Самым известным номером «Меркурия» считался «водолазы». В августе Смолин снялся в одной из сцен фильма «Курьер», но не в качестве танцора, а в роли каратиста Игоря. Захаров пропустил съёмки, поскольку в этот момент находился на военных сборах. В эпизоде были задействованы танцоры брейк-данса из студии Дома культуры издательства «Правда» под руководством известного циркового режиссёра Валентина Гнеушева.
Осенью 1986 года Захаров и Смолин взяли к себе в «Меркурий» третьим участником Константина Михайлова, который стал приходить заниматься брейком в ДК «Коммуна» после того, как Гнеушев выгнал его из «Правды». С помощью отца Михайлова, актёра Александра Михайлова, участники трио «Меркурий» попали в театр-студию «Первый дубль» от «Мосфильма» и гастролировали с артистами киностудии по творческим вечерам. Осенью Михайлов и Захаров были приглашены на пробы на роль «Бананана» в фильме «Асса»: изначально Соловьёв собирался снимать картину с участием танцоров брейк-данса, но затем заменил их ленинградскими рок-группами. С Михайловым команда несколько раз становилась призёром на Всесоюзных фестивалях по брейк-дансу: «Брейк-марафон» (ДК МЭЛЗ, Москва, 30 ноября 1986 года), «Пингвин '87» (Черноголовка, февраль), Breikas '87 (Каунас, Литва, 26-29 февраля) (3 место в стиле «робот»: группа «Меркурий»), Papuga '87 (Паланга, Литва, 19-27 июня) (1 место в стиле «робот»: Константин Михайлов, 2 место в стиле «робот»: Игорь Захаров). После победы на фестивале Papuga '87 Михайлов на год ушёл служить в армию, а, вернувшись, поучаствовал в качестве жюри на фестивале Papuga '88 (Паланга, Литва, 14-26 июля), а также выступил в составе трио вместе с Захаровым и Игнатовым на фестивале Break Dance '88 (Донецк, Украина, 10-27 декабря) (1 место в стиле «электрик-буги»: группа «Меркурий»).
В 1987 году к «Меркурию» присоединился Владимир Братчиков, с ним команда выступила на фестивалях Modern Tants '87 (Таллин, Эстония, 24-26 апреля) (1 место в стиле «робот»: Игорь Захаров) и Breiks '87 (Рига, Латвия, 7-9 августа) (1 место в стиле «робот»: Игорь Захаров). Осенью Братчиков ушёл служить в армию. В 1987 году «Меркурий» снялся в фильмах «С роботами не шутят» (1987) и «Гремучая дюжина» (1988), где чечёточники соревновались с танцорами брейк-данса. В 1987 году трио «Меркурий» было участником и призёром на Всесоюзных фестивалях по брейк-дансу: ЦСКА '87 (соревнования, посвящённые XX съезду ВЛКСМ и Дню космонавтики) (Москва, 14-15 февраля) (1 место в стиле freeze: Игорь Захаров), «Фестиваль современного танца '87» (Москва, 14-20 сентября) (1 место в стиле «робот»: группа «Меркурий»), «Брейк-87» он же «Колобок '87» (Горький, 1-4 октября), «Фрязино '87», «Зеленоград '87».
В 1988 году к «Меркурию» примкнул Артур Игнатов (танцующий в стиле «электрик-буги»). Встреча с Игнатовым произошла в ДК «Каучук», где он получил приз зрительских симпатий. Игнатов занимался йогой, хорошо владел своим телом и учился на Преображенке с Павлом «Мутабором» Галкиным, будущим участником коллектива. В 1988 году трио «Меркурий» было участником и призёром на Всесоюзных фестивалях по брейк-дансу: ДК «Каучук» '88 (Москва), «Витебск '88» (Витебск, Белоруссия), Papuga '88 (Паланга, Литва, 14-26 июля) (1 место в стиле «робот»: Игорь Захаров, 1 место в стиле электрик-буги: Артур Игнатов, члены жюри: Олег Смолин и Константин Михайлов), Break Dance '88 (Донецк, Украина, 10-27 декабря) (1 место в стиле «электрик-буги»: группа «Меркурий», 2 место в стиле «робот»: Игорь Захаров). В 1988 году «Меркурий» состоял в организации «Спорт-концерт» и выступал со своей программой на различных спортивных мероприятиях. На одном из таких мероприятий присутствовали французские представители филиала The Walt Disney Company, которые искали необычных танцоров для съёмок в видеоклипе Майкла Джексона на песню «Remember the Time». Позже участники «Меркурия» узнали свою танцевальную манеру в этом видео 1992 года. С 29 мая по 2 июня 1988 года брейк-данс-группа «Меркурий» выступила во Дворце спорта «Динамо» на музыкально-театрализованном представлении «В передаче принимали участие». 5 декабря 1988 года брейк-трио «Меркурий» отметилось на малой спортивной арене Олимпийского комплекса «Лужники» на открытом турнире по акробатическому рок-н-роллу «Рок-н-ролл-88». 17 и 18 сентября 1989 года ансамбль «Меркурий» появился в УСЗ «Дружба» в «Лужниках» на показательном международном турнире по кик-боксингу.
В 1990 году танцор брейк-данса Тимур Мангол познакомился в Москве с участниками «Меркурия» (Смолиным, Захаровым и Мутабором), но вскоре уехал вместе со Смолиным в город Череповец, куда Смолин был приглашён в качестве постановщика танцев. Вернувшись в Москву, Мангол ушёл работать на должность постановщика в школу танцев, организованной Анжелой Грек.
В 1990 году Смолин покинул коллектив и продолжил заниматься ювелирным бизнесом.
В 1990 году Смолин и Михайлов станцевали брейк на киностудии «Мосфильм» в декорациях к фильму «Мэри Поппинс, до свидания».
В 1990 году к коллективу «Меркурий» присоединился танцор Николай «А.К.» Андреев, а в 1991 году — Дмитрий «Краб» Морозкин и Иван «Синий» Гладков.
Осенью 1991 года коллектив «Меркурий» участвовал в танцевальном конкурсе телепередачи «Утренняя звезда», где прошёл до 1/4 финала.

### D.M.J. (1989—1994)
Во время проведения брейк-данс-фестиваля Papuga '89 (Паланга, Литва) 14 августа 1989 года, «Мутабор» исполнил рэп под битбокс, чем вдохновил других танцоров заняться рэпом, и в дальнейшем был приглашён в группу «Меркурий». Осенью коллектив «Меркурий» преобразовался в рэп-группу D.M.J. («Ди-Меркурий-Джей»), название которой произошло от слияния слов «Меркурий» и DJ. Само название D.M.J. придумал Игорь Захаров. Основной костяк команды составляли Захаров, Игнатов и Мутабор. Музыкой в группе занимались Захаров и Мутабор, а тексты писали Игнатов и Захаров. Вокальные партии в форме речитатива исполняли все трое. В качестве аналога были взяты американские рэп-группы Beastie Boys и DJ Jazzy Jeff & the Fresh Prince. Для записи первых песен в студии «Рекорд» Игнатов занял большую сумму денег у своего отца. В том же году были записаны три песни: «Безумная тусовка» (музыка: Мутабор), «Бьёт 12-й час» (музыка: Захаров), «Уличные звёзды» (музыка: Захаров). В 1990 году группой D.M.J. была записана ещё одна песня — «Кидай монету!» (музыка: Захаров), в записи которой принял участие танцор «Меркурия» Николай Андреев. Мутабор вскоре покинул группу, занялся записью своего сольного альбома, и вошёл в состав рэп-группы «Мальчишник».
В 1992 году Игнатов пришёл с материалом к директору отдела артистов Gala Records, Сергею Кузнецову, и заключил с ним контракт на пять лет. После подписания контракта в группе остались Артур Игнатов (стиль «электрик-буги»), Игорь Захаров (стиль «робот») и три танцора: Дмитрий «Краб» Морозкин (стиль «брейкинг»), Илья «Пинчер» Грылёв (стиль «поп-локинг») и Роман «Резиновый» Козлов (стиль «поп-локинг»). С января 1992 года по март 1993 года группа D.M.J. записала в московской студии «Гала» дебютный альбом. В альбом вошло десять песен, записанных в жанрах хип-хоп и хип-хаус («Люблю…»). В записи песни «Мёртвая зона» принял участие рэпер Bobby Smith, а в записи «Люблю…» — певица Люда Ракета. Музыку для альбома создали музыканты техно-группы The Eyes In Acid (Дмитрий Качалин и Анатолий Стельмаченок), а также Алексей Поддубный и Александр Волынец. Тексты для альбома написали Артур Игнатов и Игорь Захаров. Фирма грамзаписи Gala Records выпустила альбом под названием Rap Power of D.M.J. совместно с альбомом Лики М.С. «Рэп» на аудиокассетах и бобинах в апреле 1993 года. Осенью 1993 года альбом был выпущен на компакт-дисках под названием «Этот мир — мой!». Дизайн этого альбома создал художник Дмитрий Самборский, который позже стал работать над созданием рисованных обложек для альбомов группы «Сектор Газа».
Весной 1993 года группа D.M.J. приняла участие в записи альбома «Налётчики Bad B.» группы Bad Balance, которая в то время также записывалась в студии Gala Records. Для записи песни «Антиполис» участники группы Bad B. попросили D.M.J.’евцев сымитировать в студийной будке компанию друзей, которые курят «дурь», а «Пинчер» сыграл роль милиционера, который внезапно обнаруживает эту компанию. Помимо этого трека Артур Игнатов записал свой голос для композиции «Отсос».
В 1993 году вышел видеоклип группы D.M.J. на песню «Последнее слово». На главную роль в этом видео был выбран Илья «Пинчер» Грылёв: он играл роль мальчишки, у которого убили друга (Роман «Резиновый» Козлов), после чего он отправился в боксёрский зал, чтобы стать мужчиной, а заодно и отомстить. Съёмки длились несколько дней. Премьера видео состоялась в передаче «Виниловые джунгли» на телеканале «РТР».
В 1993 году в Программе «А» показали выступление группы D.M.J. с песней «Я сошёл с ума».
С 1991 по 1993 год группа D.M.J. гастролировала по нескольким городам, включая Новосибирск, Санкт-Петербург, Анапу и Киев. Затем для группы наступил кризис и одновременно прекратились гастроли, выступления и тренировки. Начались проблемы с деньгами. Продюсер D.M.J., Кузнецов, устроил «Пинчера» на работу в торговую палатку звукозаписи, где продавались аудиокассеты с записями от «Гала рекордз» и других студий. Помимо основной продукции «Пинчер» продавал кассеты с рэпом, которыми его снабжал Захаров. В 1993 году «Пинчер» перешёл из D.M.J. в группу «МФ-3», в которую набирали танцоров.
В 1994 году была записана песня «Ты виноват», которая позже вышла на сборниках «Рэп удар» (1995), «Голос улиц 95-1» (1995) и «Hip-Hop Info» (1997). В том же году проект D.M.J. был закрыт из-за отсутствия финансирования.
9 июня 1994 года Захаров и Игнатов выступили в качестве танцоров брейк-данса на соревнования би-боев B.Boys Party в московском ночном клубе «Пилот».
23 марта 1995 года Игнатов и «Резиновый» приняли участие в соревнованиях би-боев B. Boys Party '95 в ночном клубе «Пилот», а Захаров выступил там же в качестве жюри.

### Театр Квасса (1995—н.в.)
В 1995 году Артур Игнатов, Игорь Захаров, Дмитрий «Краб» Морозкин и Роман «Резиновый» Козлов основали в рейв-центре «Аэроданс» танцевально-драматический проект «Театр Квасса», где делали моментальные миниатюры. Впоследствии «Театр Квасса» являлся резидентом других московских клубов, а также оказывал танцевальную поддержку приезжавшим в Москву диджеям. В мае 2001 года на прошедшем в Москве «Параде любви» театр устроил мобильный перформанс, и его платформу признали самой красочной. За рубежом театр представил часовое представление перед тремя тысячами человек на Мальте в Новогоднюю ночь 31 декабря 2000 года. Два года подряд театр выступал на авангардном техно-фестивале «Форты» в Варшаве (Польша). В сентябре 2005 года «Театр Квасса» открывал сет известного британского диджея Карла Кокса в Тунисе. На ежегодном Московском вручении премий «Событие» за вклад в развитие электронной музыки, «Театр Квасса» был награждён в номинации «Best show — 2004».

### D.M.J.K. (1998—2004)
В 1998 году Артур Игнатов, Игорь Захаров, Дмитрий «Краб» Морозкин и Роман «Резиновый» Козлов возродили проект D.M.J., совместив его с театром. Таким образом был создан танцевальный техно-рэп-проект D.M.J.K., где буква K — это Квас: Ди-Меркурий-Джей-Квас. По словам Игнатова, в этом проекте они хотели объединить транс-техно-культуру с рэпом и брейк-дансом. Было записано три первые песни. За музыку в группе отвечал Захаров, а тексты писали Игнатов и Захаров.
В 2002 году участники группы D.M.J. (Роман «Резиновый» Козлов, Иван «Синий» Гладков, Артур Игнатов, Дмитрий «Краб» Морозкин и Илья «Пинчер» Грылёв) приняли участие в передаче «Заседание верхней палаты» (26.05.2002).
В 2004 году группа D.M.J. прекратила своё существование со смертью Артура Игнатова. По словам «Пинчера», Игнатов связался с нехорошей компанией, в результате чего был убит.

### После распада (2004—н.в.)
В 2006 году вышел документальный фильм «История Bad B. Часть 2», в который вошло старое интервью Артура Игнатова от 2000 года.
В 2006 году Николай «А.К.» Андреев и Илья «Пинчер» Грылёв создали свои брейк-данс-школы.
В 2008 году Олег Смолин умер от остановки сердца в московской городской больнице №19.
В 2009 году была выпущена книга Рутра Вотанги (Рома Рыжый/Ян Эсташин) «Зарисовки к Техномодерну», посвящённая светлой памяти Артура Игнатова. В комплект также входит DVD-9-диск с видеопрограммой Артура Игнатова «Зарисовки к Техномодерну» и двойной сингл «Техномодерновые ордена» проекта «Стерео-8».
В 2012 году Дмитрий «Краб» Морозкин дал интервью для документального сериала «Хип-хоп в России: от 1-го лица».
В 2015 году Игорь Захаров выложил на сайте MySpace второй альбом группы D.M.J. под названием «Танец Вселенной», состоящий из 10 треков и записанный на домашней студии Захарова в период с 1998 по 2004 год.
В 2018 году Тимур Мангол дал интервью для документального сериала «Хип-хоп в России: от 1-го лица».
В 2020 году ушёл из жизни один из участников «Меркурия», Николай «А.К.» Андреев.
В 2022 году лейбл Undaground Recordz выпустил сборник «Меркурий: 1989-1994», на который вошли ранние песни группы D.M.J. за 1989—1990 год, а также инструментальные композиции 1994 года. Компакт-диск дополнен редкими фотографиями и видео с выступления группы в «Программе А» с песней «Я сошёл с ума» (1993). В том же году на компакт-дисках впервые был выпущен второй альбом «Танец Вселенной», ранее доступный для бесплатного цифрового скачивания.

## Состав
- Олег Смолин (11 июня 1959, Москва — 12 апреля 2007, Москва[67][68]) — танцор брейк-данс-трио «Меркурий» (1986—1990)[7][8]
- Игорь Захаров (род. 8 января 1966 года, Москва[8]) — танцор брейк-данс-трио «Меркурий» (1986—1991), вокалист и автор музыки и текстов рэп-группы D.M.J. (1989—1994)[47], танцор брейк-данс-коллектива «Театр Квасса» (1995—н.в.)[4], автор музыки техно-рэп-группы D.M.J.K. (1998—2004)[3]
- Сергей Козлов (род. 15 июня 1964 года, Москва) — танцор брейк-данс-трио «Меркурий» (1985)[7][8]
- Владимир Братчиков — танцор брейк-данс-трио «Меркурий» (весна 1987 — осень 1987: Modern Tants '87, Breiks '87)[22]
- Константин Михайлов (род. 24 июня 1969 года, Ленинград) — танцор брейк-данс-трио «Меркурий» (осень 1986 — лето 1987, лето 1988 — 1990: «Брейк-марафон» '86, «Пингвин '87», Breikas '87, Papuga '87, Break Dance '88)[7][8][11]
- Артур Игнатов (6 декабря 1971 года — 25 августа 2004 года, Москва[69]) — танцор брейк-данс-дуэта «Зеркало» (1986—1987), трио «Меркурий» (1988—1991), солист и автор текстов рэп-группы D.M.J. (1989—1994, 1998—2004)[47], танцор брейк-данс-коллектива «Театр Квасса» (1995—2004)[4]
- Дмитрий «Краб» Морозкин (род. 28 июля 1969 года, Москва) — танцор брейк-данс-команд «Баковка Сити Брейкерз» (1987—1988), «Магический круг» (1989), «Меркурий» (1991), рэп-группы D.M.J. (1992—1994)[47], команды B. People (1994), коллектива «Театр Квасса» (1995—н.в.) и техно-рэп-группы D.M.J.K. (1998—2004)[3]
- Роман «Резиновый» Козлов (род. 28 марта 1973 года, Горький) — танцор брейк-данс-команд Good Foot (1987—1988) и «Стрит-шоу» (1988—1990)[70], рэп-группы D.M.J. (1992—1994)[47], коллектива «Театр Квасса» (1995—н.в.) и техно-рэп-группы D.M.J.K. (1998—2004)[3]
- Илья «Пинчер» Грылёв (род. 15 апреля 1972 года, Москва) — танцор брейк-данса рэп-группы D.M.J. (1992—1993)[47], команд «МФ-3» (1993-1994) и Beat Point (1994—1995)
- Павел «Мутабор» Галкин (род. 23 марта 1972 года, Москва) — вокалист и автор музыки рэп-группы D.M.J. (1989—1990)[8][34], танцор брейк-данс-коллектива «Меркурий» (1990—1991)[35]
- Николай «А.К.» Андреев (19 декабря 1969 года—29 декабря 2020 года, Москва) — танцор брейк-данс-коллектива «Меркурий» (1990—1991)[34], вокалист рэп-группы D.M.J. (1990)[43]
- Иван «Синий» Гладков (род. 17 августа 1972 года, Москва) — танцор брейк-данс-коллектива «Меркурий» (1991)[34]
- Тимур Мангол (род. 4 октября 1971 года, Москва) — танцор брейк-данса клана D.M.J. Clan (1990)[34]

## Критика
В феврале 1989 года редактор ростовской газеты «Комсомолец», Сергей Агафонов, назвал танцевальное трио «Меркурий» единственным коллективом в СССР, представляющим профессиональный брейк-данс. Агафонов добавил, что группа стала чемпионом страны прошлого года по верхнему брейк-дансу.

### Ретроспектива
В 1998 году журнал «RAPпресс» назвал участников группы D.M.J. «одними из лучших танцоров России» и «одними из старейших рэперов страны».
В 1999 году журнал «RAPпресс» поместил дебютный альбом группы D.M.J., выпущенный на аудиокассетах совместно с альбомом Лики М.С. «Рэп», в список «поистине легендарных альбомов», чьи тиражи «были настолько малы, что теперь их трудно найти в продаже».
В 2003 году журнал «Афиша» назвал D.M.J. первой рэп-группой, собранной брейкерами в конце 80-х.
В 2007 году российское издание журнала Billboard отнесло группу D.M.J. к числу «королей андеграунда Москвы».
В 2015 году российский портал The Flow в рамках проекта «Beats&Vibes: 50 главных событий в русском рэпе» поместил группу D.M.J. в список «Московский рэп 90-х».
В 2016 году сайт «Звуки.ру» назвал формацию D.M.J. «инкубатором талантов», музыкальный пик которой пришёлся на 1993 год.
В 2017 году интернет-издание Lenta.ru назвало группировку D.M.J. кланом, объединившим участников самых громких рэп-проектов 1990-х, которые позже «вывели рэп на новый уровень и стали задавать пример всем, кто интересовался хип-хопом.».
В 2020 году магистр филологических наук Валентина Дрок в своей книге «Проблема повествователя в русском рэпе» отнесла D.M.J., Bad Balance и «Чёрное и Белое» к числу тех рэп-групп, которые «пробовали себя одновременно в сочинительстве рэп-текстов, битов для них, танцев в стиле брейк-данс и создании граффити».

### Рейтинги
В 2007 году главный редактор портала Rap.ru, Андрей Никитин, поместил альбом группы D.M.J. «Этот мир — мой!» в список главных альбомов русского рэпа.
В 2014 году песня «Три буквы» группы D.M.J. была отобрана для мультимедийного переиздания для iPad книги Михаила Бастера «Хулиганы-80», которая в итоге вышла в феврале 2016 года.

## Дискография
Студийные альбомы
- 1993 — Этот мир — мой!
- 2015 — Танец Вселенной (1998—2004) (издано на CD в 2022 году)

Компиляции
- 1993 — Рэп / Rap Power of D.M.J. (Лика M.C. / D.M.J.)
- 2016 — Меркурий (1989—1994) (издано на CD в 2022 году)

Участие на сборниках
- 1995 — Рэп удар («Ты виноват»)
- 1995 — Голос улиц 95-1 («Ты виноват»)
- 1997 — Hip-Hop Info («Ты виноват»)
- 1997 — Hip-Hop Info #2 («Я сошёл с ума»)

Гостевые участия
- 1993 — Bad Balance — альбом «Налётчики Bad B.» («Антиполис» и «Отсос»)

## Видео
- 1993 — Последнее слово